# Пеце (Іванець)
Пеце (хорв. Pece) — населений пункт у Хорватії, у Вараждинській жупанії у складі міста Іванець.

## Населення
Населення за даними перепису 2011 року становило 81 осіб.
Динаміка чисельності населення поселення:

## Клімат
Середня річна температура становить 10,04 °C, середня максимальна – 23,87 °C, а середня мінімальна – -5,93 °C. Середня річна кількість опадів – 926 мм.
| Клімат поселення                              | Клімат поселення | Клімат поселення | Клімат поселення | Клімат поселення | Клімат поселення | Клімат поселення | Клімат поселення | Клімат поселення | Клімат поселення | Клімат поселення | Клімат поселення | Клімат поселення | Клімат поселення |
| Показник                                      | Січ.             | Лют.             | Бер.             | Квіт.            | Трав.            | Черв.            | Лип.             | Серп.            | Вер.             | Жовт.            | Лист.            | Груд.            |                  |
| Середній максимум, °C                         | 5,67             | 7,42             | 11,67            | 15,87            | 20,76            | 23,87            | 23,23            | 22,61            | 18,64            | 13,70            | 8,14             | 4,16             |                  |
| Середня температура, °C                       | −0,14            | 1,61             | 5,87             | 10,07            | 14,97            | 18,08            | 19,81            | 19,20            | 15,23            | 10,28            | 4,72             | 0,76             |                  |
| Середній мінімум, °C                          | −5,93            | −4,19            | 0,06             | 4,27             | 9,16             | 12,26            | 16,39            | 15,80            | 11,81            | 6,87             | 1,30             | −2,66            |                  |
| Норма опадів, мм                              | 45               | 48               | 62               | 72               | 79               | 107              | 93               | 95               | 88               | 88               | 85               | 64               |                  |
| Середньомісячна швидкість вітру, м/с          | 1.90             | 2.12             | 2.50             | 2.50             | 2.30             | 2.10             | 2.00             | 1.80             | 1.82             | 1.90             | 2.00             | 2.00             |                  |
| Середньомісячна сонячна радіація, кДж/м²·день | 4057             | 6809             | 10539            | 14881            | 18921            | 20760            | 21474            | 18669            | 13835            | 8631             | 4567             | 3281             |                  |
| --------------------------------------------- | ---------------- | ---------------- | ---------------- | ---------------- | ---------------- | ---------------- | ---------------- | ---------------- | ---------------- | ---------------- | ---------------- | ---------------- | ---------------- |
| Джерело:                                      |                  |                  |                  |                  |                  |                  |                  |                  |                  |                  |                  |                  |                  |